# 吕蒂尤
吕蒂尤（法語：Lutilhous）是法国上比利牛斯省的一个市镇，属于巴涅雷德比戈尔区（Bagnères-de-Bigorre）拉内默藏县（Lannemezan）。该市镇总面积3.85平方公里，2009年时的人口为213人。

## 人口
吕蒂尤人口变化图示